# Eszter Bakai
Eszter Bakai (Budapest, 5 settembre 1970) è un'ex cestista ungherese.

## Carriera
Con l'Ungheria ha disputato due edizioni dei Campionati europei (1987, 1991), vincendo due medaglie di bronzo.